# Кировский, Християн
Християн Кировский (макед. Христијан Кировски; 12 октября 1985, Скопье, СФРЮ) — северомакедонский футболист, нападающий клуба «Скопье». Выступал за сборную Республики Македонии.

## Карьера

### Клубная карьера
Начал карьеру в клубе «Вардар». В 2002 году перешёл в сербский ОФК. 11 августа 2005 года Кировски дебютировал в еврокубках в квалификации Кубка УЕФА в матче против болгарского «Локомотива» из Пловдива (2:1), в том матче забил гол.
Зимой 2005 года перешёл в запорожский «Металлург» на правах аренды, в чемпионате Украины дебютировал 30 апреля 2005 года в матче против донецкого «Шахтёра» (2:1). Отыграл всего 6 матчей за «Металлург» и перешёл в клуб «Македония», позже выступал за кипрский «Этникос» (Ахна). В январе 2007 года перешёл в российский клуб «Луч-Энергия», выступал за клуб в предсезонных товарищеских матчах, однако в заявку на сезон не попал. После снова выступал за «Вардар».
В июне 2007 года побывал на просмотре в пермском «Амкаре», а в августе перешёл во львовские «Карпаты». 31 августа 2007 года получил травму на тренировке. За «Карпаты» провёл 6 матчей и забил 1 гол за дубль. В феврале 2008 года побывал на просмотре в полтавской «Ворскле», после чего подписал контракт. Но из-за того, что он был задействован по ходу одного чемпионата в двух клубах, не мог играть за «Ворсклу».
Позже играл за «Работнички», а в феврале 2009 года перешёл в румынский «Васлуй» за 300 тысяч евро. В начале 2013 года перешёл в греческий «Ираклис» за который играл до конца сезона. С июля по декабрь 2013 года играл за софийский ЦСКА, а затем — за клубы Польши и Таиланда. Также в последние годы карьеры выступал на родине за клубы высшего и первого дивизионов.

### В сборной
Выступал за юношеские сборные Республики Македонии до 17 лет и до 19 лет. Также играл за молодёжную сборную Республики Македонии до 21 года.

## Достижения
- Чемпион Республики Македонии (1): 2001/02
- Обладатель Кубка Македонии (2): 2005/06, 2008/09